# Megommation eickworti
Megommation eickworti är en biart som beskrevs av Engel, Brooks och Yanega 1997. Megommation eickworti ingår i släktet Megommation och familjen vägbin. Inga underarter finns listade i Catalogue of Life.